# Войтех Ткадлчик
Войтех Ткадлчик (чеськ. Vojtěch Tkadlčík) ( 8 лютого 1915, Карловіце — 25 грудня 1997 , Оломоуц ) — чеський римо-католицький теолог, священник, славіст, професор і декан Богословського факультету Університету Палацького в Оломоуці. Зазнав переслідувань під час комуністичного режиму

## Біографія
Войтех Ткадлчік народився 8 лютого 1915 року в селі Карловіце, Чехія. Здобув освіту з теології та філософії в Оломоуці. Його викладачами були Карел Горалек, Яромір Бєліч та Йозеф Вашіца, який, ймовірно, і пробудив у ньому інтерес до славістики, особливо до старослов'янської мови.
У 1938 році, після висвячення на священника, Ткадлчік почав працювати на богословському факультеті в Оломоуці. У 1948 році він здобув ступінь доктора теології. Його кар'єра була перервана в 1950 році, коли комуністичний режим відсторонив його від викладання і призначив на парафіяльну службу. З 1955 по 1958 рік він був позбавлений державного дозволу на душпастирську діяльність.
Після "Празької весни" в 1968 році, коли богословський факультет в Оломоуці відновив свою роботу, Ткадлчік повернувся на посаду асистента. Однак у 1974 році факультет знову закрили. Він зміг повернутися до академічної діяльності лише після Оксамитової революції в 1990 році, ставши деканом того ж факультету. У 1993 році йому було присвоєно звання професора старослов'янської мови та літератури. Він також був призначений апостольським протонотарієм і настоятелем Оломоуцької митрополичої капітули.
Войтех Ткадлчік помер 25 грудня 1997 року в Оломоуці, де і похований.

## Основні праці
- "Rimskyj misal slověnskym jazykem..." (Оломоуц, 1972)
- "Rimskyj misal povelěnijem svjataho vselenskaho senma Vatikanskaho druhaho obnovljen..." (Оломоуц, 1992)
- "Trojí hlaholské i v Kyjevských listech" (Slavia, 1956)
- "Dvě reformy hlaholského písemnictví" (Slavia, 1963)
- "Le moine Chrabr et l´origine de l´écriture slave" (Byzantinoslavica, 1964)
- "Systém hlaholské abecedy" (Studia palaeoslovenica, 1971)
- "Systém cyrilské abecedy" (Slavia, 1972)